# Поліське воєводство

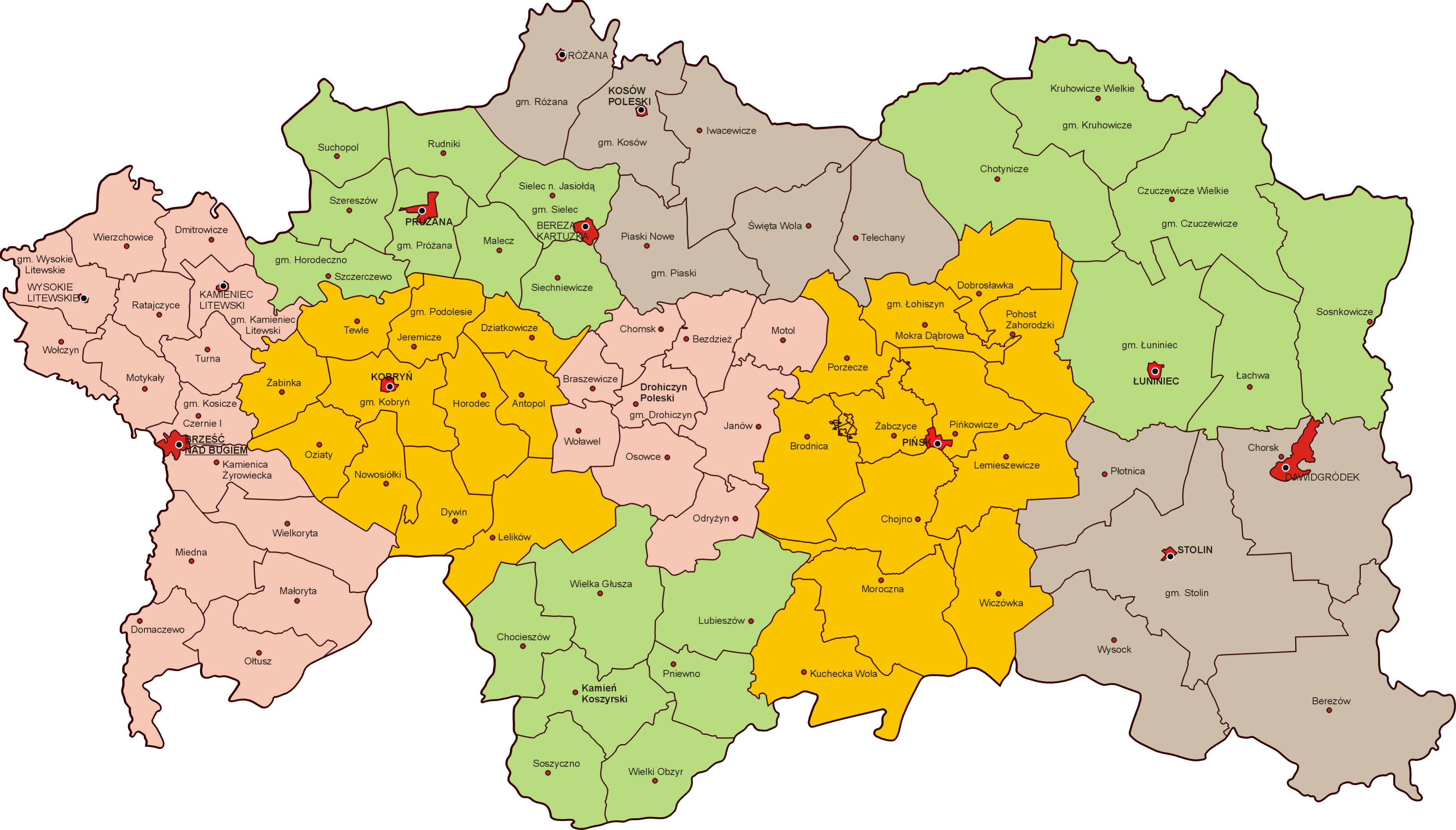
Мапа Поліського воєводства

Поліське воєводство — у 1921—1939 роках воєводство Польської Республіки, адміністративно-територіальна одиниця. Створене з південних частин колишніх Гродненської і Мінської губерній 19 лютого 1921 року з адміністративним центром в місті Пінську, після вересневої пожежі перенесено в місто Берестя. Скасоване 4 грудня 1939 р. в результаті радянської агресії з утворенням Брестської і Пінської областей. Складалося з 10 повітів, 17 міст і 113 гмін.

## Історія
В 1920-ті роки на сході воєводства активно діяла радянська диверсійна партизанка. В 1932 році вибухнуло «Камінь-Каширське повстання». Розстріляно демонстрацію в м. Косово. У воєводстві в 1934 році створений концтабір Береза-Картузька.

## Територія
Поліське воєводство було найбільшим воєводством II Речі Посполитої, його загальна площа становила 42149 км² (1921), на 1931 рік — 36,8 тис. км², 1131,4 тис. жителів. Воєводство знаходилося на сході держави, межувало з Радянським Союзом на сході, Люблінським і Білостоцький воєводствами на заході, Новогрудським на півночі і Волинським на півдні.
Воєводство повністю перебувало на території Поліської низовини і займало історико-етнічний регіон відомий як Західне або Брестсько-Пінське Полісся. Велику частину території воєводства займали Поліські болота — малонаселена і вкрай болотиста місцевість. Долина боліт прорізана ріками Прип'яттю та її притоками: Стир, Горинь, Уборть і Словечна — з правого і Ясельда, Цна, Случ і Пташине — з лівого боку. Багато поліських сіл важкодоступні (особливо під час паводків), чим у першу чергу і пояснюється їх архаїчність.
Лісистість регіону також достатня висока (ймовірно саме тому він і називається Поліссям). У 1937 році ліси покривали 33,3% території воєводства (22.2% у середньому по країні). Найбільше озеро — Вигонівське, через нього в 1767–1783 був побудований Огінський канал. Важливу роль відігравав і Дніпровсько-Бузький канал.

## Населення
За даними перепису, проведеного владою 30 вересня 1921 року, населення Поліського воєводства становило 880 898 осіб, щільність — 20,8 ос. на км ², найнижча серед 16 воєводств II Речі Посполитої. За даними перепису 1931 року, населення зросло до 1131 939 осіб, щільність — до 31 на км². 48,4% населення воєводства були неписьменними — найвищий показник у країні (середнє у 1931 — 23,1%).

## Мова
Внаслідок неписьменності населення при переписі здебільшого не могло визначити власної національності (південну половину території воєводства етнографи вважали українською). Рідна мова населення Поліського воєводства за даними перепису 1931 року
- «тутейша» — 707 088 (62,5%)
- польська — 164 106 (14,5%)
- єврейська — 112 966 (10,0%)
  - їдиш — 96 514
  - іврит — 16 452
- білоруська — 75 338 (6,7%)
- українська — 54 057 (4,8%)
- російська — 16 198 (1,4%)
- німецька — 1 063 (0,1%)

Рідна мова населення повітів Поліського воєводства за переписом 1931 року
| повіт               | населення | «тутейша» | польська | єврейська | білоруська | українська | російська | німецька |
| ------------------- | --------- | --------- | -------- | --------- | ---------- | ---------- | --------- | -------- |
| Берестейський       | 215 927   | 44,1      | 23,3     | 14,9      | 7,9        | 8,3        | 1,4       |          |
| Дрогичинський       | 97 040    | 82,6      | 7,1      | 7,2       | 0,4        | 1,5        | 1,1       |          |
| Камінь-Каширський   | 94 988    | 78,2      | 7,0      | 4,2       | 1,2        | 8,7        | 0,3       | 0,2      |
| Кобринський         | 113 972   | 55,1      | 8,8      | 9,2       | 4,6        | 19,2       | 3,0       |          |
| Косівський          | 83 696    | 64,3      | 10,1     | 7,5       | 17,0       | 0,2        | 0,8       |          |
| Лунинецький         | 108 663   | 73,9      | 15,2     | 7,2       | 2,6        | 0,2        | 0,5       | 0,2      |
| Пинський            | 184 305   | 64,4      | 15,8     | 13,6      | 3,1        | 0,6        | 2,4       | 0,1      |
| Пружанський         | 108 583   | 51,9      | 16,4     | 8,7       | 22,2       | 0,3        | 0,5       |          |
| Столінський         | 124 765   | 68,4      | 14,8     | 8,7       | 3,8        | 2,1        | 1,8       | 0,4      |
| Поліське воєводство | 1131 939  | 62,5      | 14,5     | 10,0      | 6,7        | 4,8        | 1,4       | 0,1      |

## Релігія
Релігійний склад населення воєводства за переписами 1921 і 1931 рр.
| віровизнання  | 1921   | 1931   |
| ------------- | ------ | ------ |
| православні   | 79,2 % | 77,4 % |
| юдеї          | 12,6 % | 10,1 % |
| римо-католики | 7,8 %  | 11,0 % |
| євангелісти   | 0,4 %  | 0,5 %  |

Релігійний склад населення повітів Поліського воєводства за переписом 1931 року, %
| повіт               | населення | православні | римо-католики | юдеї | греко-католики |
| ------------------- | --------- | ----------- | ------------- | ---- | -------------- |
| Берестейський       | 215 927   | 62,8        | 19,9          | 14,9 | 0,1            |
| Дрогичинський       | 97 040    | 85,6        | 5,9           | 7,2  | 0,1            |
| Камінь-Каширський   | 94 988    | 87,4        | 6,3           | 4,3  | 0,1            |
| Кобринський         | 113 972   | 81,9        | 7,9           | 9,2  | 0,1            |
| Косівський          | 83 696    | 82,1        | 9,3           | 7,6  | 0,2            |
| Лунинецький         | 108 663   | 78,8        | 12,7          | 7,4  | 0,1            |
| Пинський            | 184 305   | 75,9        | 8,9           | 13,8 | 0,1            |
| Пружанський         | 108 583   | 75,5        | 15,0          | 8,7  |                |
| Столінський         | 124 765   | 83,7        | 5,5           | 8,7  | 0,7            |
| Поліське воєводство | 1 131 939 | 77,4        | 11,0          | 10,1 | 0,2            |

## Освіта
За переписом 1931 р. серед населення Поліського воєводства старше 10 років вміли читати та писати 50,3% осіб, вміли тільки читати 1,1% населення, а 48,4% населення не вміли читати і писати.
Серед юдеїв вміли читати і писати 80,0% населення старше 5 років, серед римо-католиків — 74,4%, серед православних — 40,2%.
Вміння читати і писати серед населення старше 10 років за даними перепису 1931 р., %
| повіт               | населення | вміють читати і писати | вміють тільки читати | не вміють читати і писати | невідомо |
| ------------------- | --------- | ---------------------- | -------------------- | ------------------------- | -------- |
| Берестейський       | 154 634   | 65,5                   | 1,7                  | 32,6                      | 0,2      |
| Дрогичинський       | 67 338    | 46,2                   | 0,8                  | 52,8                      | 0,2      |
| Камінь-Каширський   | 63 977    | 30,9                   | 0,9                  | 68,0                      | 0,2      |
| Кобринський         | 81 236    | 55,3                   | 1,0                  | 43,4                      | 0,3      |
| Косівський          | 57 943    | 47,0                   | 1,3                  | 51,6                      | 0,1      |
| Лунинецький         | 75 937    | 45,4                   | 0,7                  | 53,8                      | 0,1      |
| Пинський            | 129 550   | 46,2                   | 0,7                  | 53,0                      | 0,1      |
| Пружанський         | 76 694    | 57,5                   | 1,7                  | 40,6                      | 0,1      |
| Столінський         | 86 874    | 42,5                   | 0,7                  | 56,7                      | 0,1      |
| Поліське воєводство | 794 183   | 50,3                   | 1,1                  | 48,4                      | 0,1      |

## Повіти
На 1 березня 1921 року в складі створеного воєводства було 9 повітів. 1 січня 1923 з кількох ґмін Лунинецького, Сарненського та Пінського повітів було створено десятий Столінський повіт.
16 грудня 1930 року Сарненський повіт було вилучено з Поліського воєводства і приєднано до Волинського воєводства.
1 квітня 1935 року Косовський повіт було скасовано, а на його території було створено Івацевицький повіт з повітовим містом Івацевичі.
| Повіт             | Площа, км² | Населення, чол. | Щільність, чол. на км² |  | Повітове місто    | Населення, чол. |
| ----------------- | ---------- | --------------- | ---------------------- |  | ----------------- | --------------- |
| Берестейський     | 4625       | 216200          | 46,7                   |  | Берестя           | 37412           |
| Дрогичинський     | 2351       | 97000           | 42,2                   |  | Дрогичин          | 1987            |
| Камінь-Каширський | 3243       | 95000           | 29,2                   |  | Камінь-Каширський | 1265            |
| Кобринський       | 3545       | 114000          | 32,1                   |  | Кобринь           | 10068           |
| Косовський        | 3562       | 83700           | 23,4                   |  | Косово            | 2433            |
| Лунинецький       | 5722       | 109300          | 19,1                   |  | Лунинець          | 8267            |
| Пінський          | 5587       | 183600          | 32,8                   |  | Пінськ            | 23497           |
| Пружанський       | 2644       | 108600          | 41                     |  | Пружани           | 6332            |
| Столінський       | 5389       | 124800          | 23,1                   |  | Столін            | 4763            |

## Воєводи
- Валерій Роман (14 березня 1919 — 3 травня 1922)
- Станіслав Довнарович (18 травня 1922 — 2 жовтня 1924)
- Казимир Млодзяновський (4 жовтня 1924 — 5 травня 1926)
- Ян Крагельський (14 липня 1926 — 8 вересня 1932)
- Вацлав Костек-Бернацький (8 вересня 1932 — 2 вересня 1939)